# Isabelle Yacoubou-Dehoui
Isabelle Yacoubou-Dehoui; z d. Yacoubou (ur. 21 kwietnia 1986 w Godomey), francuska koszykarka, reprezentantka kraju grająca na pozycji środkowej, wicemistrzyni olimpijska 2012, mistrzyni Europy 2009, wicemistrzyni 2013 oraz brązowa medalistka 2011, obecnie zawodniczka włoskiego Famila Schio.
W 2013 została odznaczona Narodowego Orderem Zasługi.

## Osiągnięcia

### Reprezentacyjne
Drużynowe
- Mistrzyni Europy (2009)
- Wicemistrzyni:
  - olimpijska (2012)
  - Europy (2013)
- Brązowa medalistka mistrzostw Europy:
  - 2011
  - U–20 (2006)

Indywidualne
- MVP Eurobasketu U–20 (2006)
- Zaliczona do I składu mistrzostw Europy (2013)

### Klubowe
- Mistrzyni:
  - Euroligi (2012)
  - Hiszpanii (2012)
  - Francji (2010)
  - Włoch (2011)
- Wicemistrzyni Francji (2009)
- Zdobywczyni pucharu Włoch (2011)
- Finalistka pucharu Hiszpanii (2012)

### Indywidualne
- MVP:
  - francuskiej ligi LFB (2009, 2010)
  - pucharu Włoch (2018)
- Liderka francuskiej ligi LFB w zbiórkach (2009)

### Odznaczenia
- Narodowy Order Zasługi[2]